# Good Hope (Kalifornia)
Good Hope – jednostka osadnicza w Stanach Zjednoczonych, w stanie Kalifornia, w hrabstwie Riverside.